# Фреїшин-Чировський Микола
Микóла Льво́вич Фреїшин-Чирóвський (5 серпня 1919, Войнилів (нині Калуський район, Івано-Франківська область) — 3 листопада 2004, Ньюарк, штат Нью-Джерсі, США) — український історик й економіст. Пізніше суспільний діяч у США.

## Біографія
Народився на Галичині. З 1949 викладав, згодом став професором економічних наук в Університеті Сетон-Голл (Ньюарк); дійсний член НТШ. У 1967 — 74 був заступником голови НТШ у США, а в 1974 — 1980 його науковим секретарем.
Помер 3 листопада 2004 року. Похорон був відправлений 13 листопада 2004 року в українській католицькій церкві св. Івана Хрестителя в Нюарку. Похований на цвинтарі «Брама Небес», Іст-Гановер, штат Нью-Джерсі.

## Праці
Чировський опублікував низку праць англійською мовою з історії України та Східної Європи:
- «Old Ukraine» (1963), «An Introduction to Russian History» (1976),
- «Ukraine and the European Turmoil» (у співавторстві з М. Стаховим і П. Стерчом, 2 тт., 1973),
- «An Introduction to Ukrainian History» (vol. 1-2, 1981[2]) та ін.
- Фреїшин-Чировський М. Нарис політичної історії України. //  — Львів : Братство Святого Володимира, 1997. — 248 с.